# Epidemia de Milwaukee

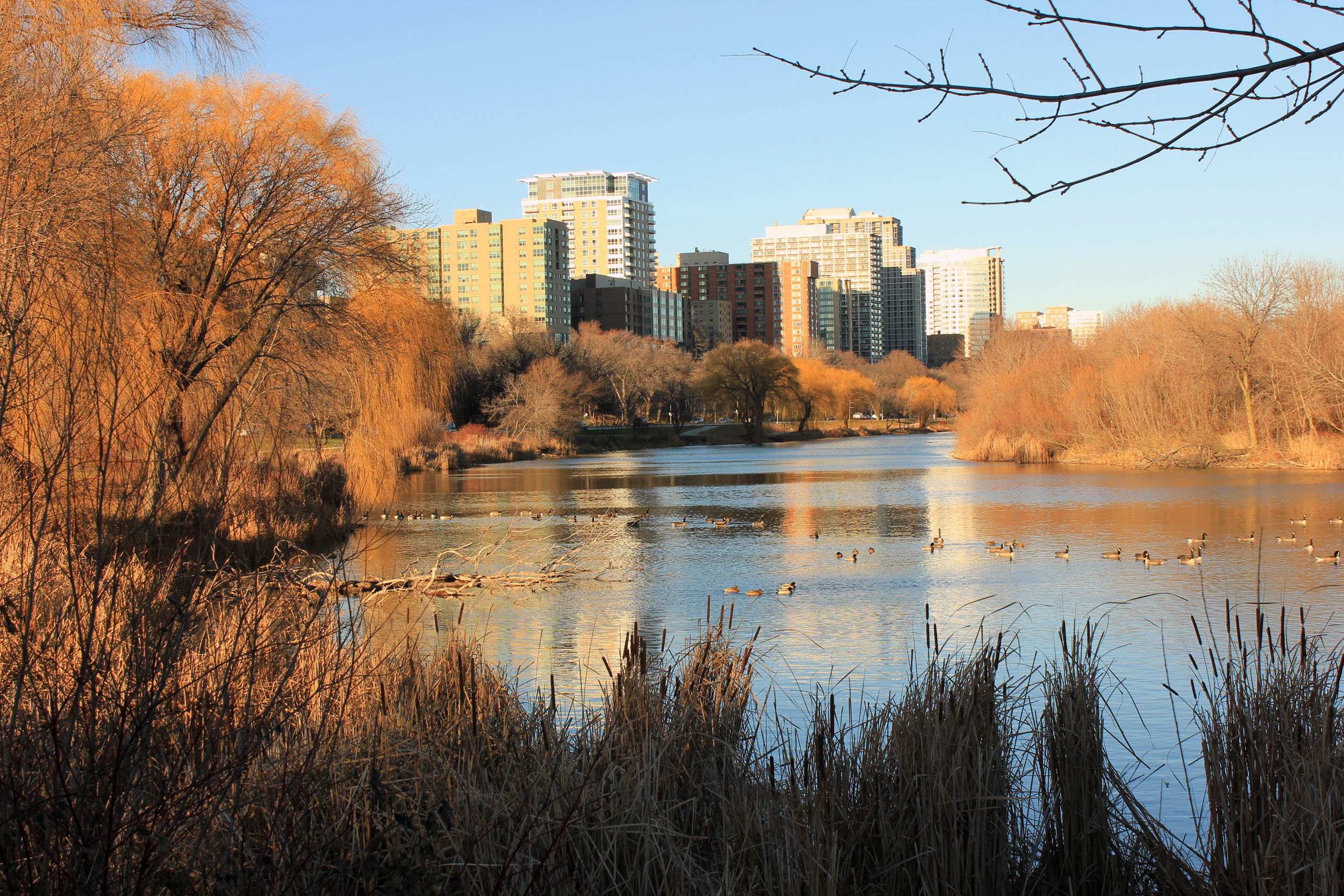
Lago Míchigan en la zona de Milwaukee

La epidemia de Milwaukee o brote de criptosporidiosis de Milwaukee, fue un brote epidémico provocado por el parásito apicomplexo Cryptosporidium a principios del mes de abril de 1993 en la ciudad estadounidense de Milwaukee, estado de Wisconsin. Afectó a más de 400 000 habitantes, un 25% de la población del área metropolitana, y causó 69 muertos, siendo la mayor epidemia transmitida por un abastecimiento de aguas en toda la historia de los Estados Unidos.

## Origen
La causa de este brote fue la entrada de ooquistes de Cryptosporidium en las plantas potabilizadoras que se nutrían del agua del lago Míchigan, su ineficaz proceso de coagulación y filtrado y la extraordinaria resistencia de los ooquistes al tratamiento de potabilización con cloro, lo que posibilitó el paso del parásito al sistema de abastecimiento de agua de la ciudad. Aunque no se ha llegado a identificar el foco primario de la infección se especula que su origen pudo estar en granjas de ganado, mataderos y/o sistemas de alcantarillado que vertían directamente aguas sin tratar al lago Míchigan o a los ríos que desembocan en él.

## La epidemia
El 5 de abril de 1993 la División de Salud Pública de Wisconsin contactó con el Departamento de Salud de la ciudad de Milwaukee tras recibir numerosos informes sobre una enfermedad gastrointestinal que estaba provocando un elevado absentismo entre la población escolar y su profesorado, así como entre los profesionales sanitarios. El 7 de abril dos laboratorios detectaron ooquistes de Cryptosporidium en las muestras de heces de siete residentes del condado de Milwaukee. Al mismo tiempo el Departamento de Aguas de Milwaukee (Milwaukee Water Works) estaba recibiendo quejas acerca de la turbidez del agua procedente de la planta potabilizadora situada al sur de la ciudad, sobre la que se centraron todas las sospechas de ser el origen del brote y que sería cerrada de forma temporal dos días más tarde, a la vez que se aconsejaba a todos los residentes que no consumiesen agua sin haberla hervido previamente.

Pese a estas medidas resultaron afectados durante las dos semanas siguientes más de 400 000 ciudadanos de Milwaukee, sobre una población total de 1 600 000 habitantes; que causaron con diarrea severa, dolor abdominal, náuseas, vómitos y fiebre. El número de fallecidos por criptosporidiosis se estima en 69 personas, aunque otras fuentes refieren 58 defunciones relacionadas con este episodio entre el 1 de abril de 1993 y el 31 de marzo de 1995. La inmensa mayoría de los fallecidos (hasta un 85%) eran enfermos de sida inmunodeprimidos.